# Mandevilla tenuifolia
Mandevilla tenuifolia là một loài thực vật có hoa trong họ La bố ma. Loài này được (J.C.Mikan) Woodson mô tả khoa học đầu tiên năm 1933.

## Hình ảnh

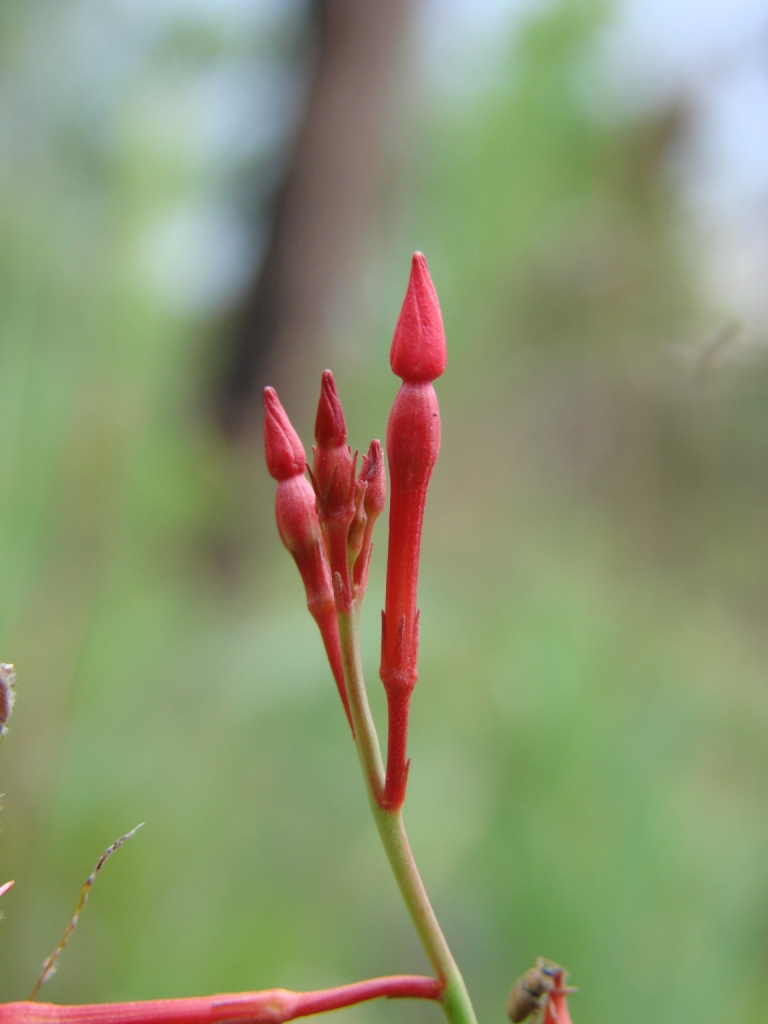
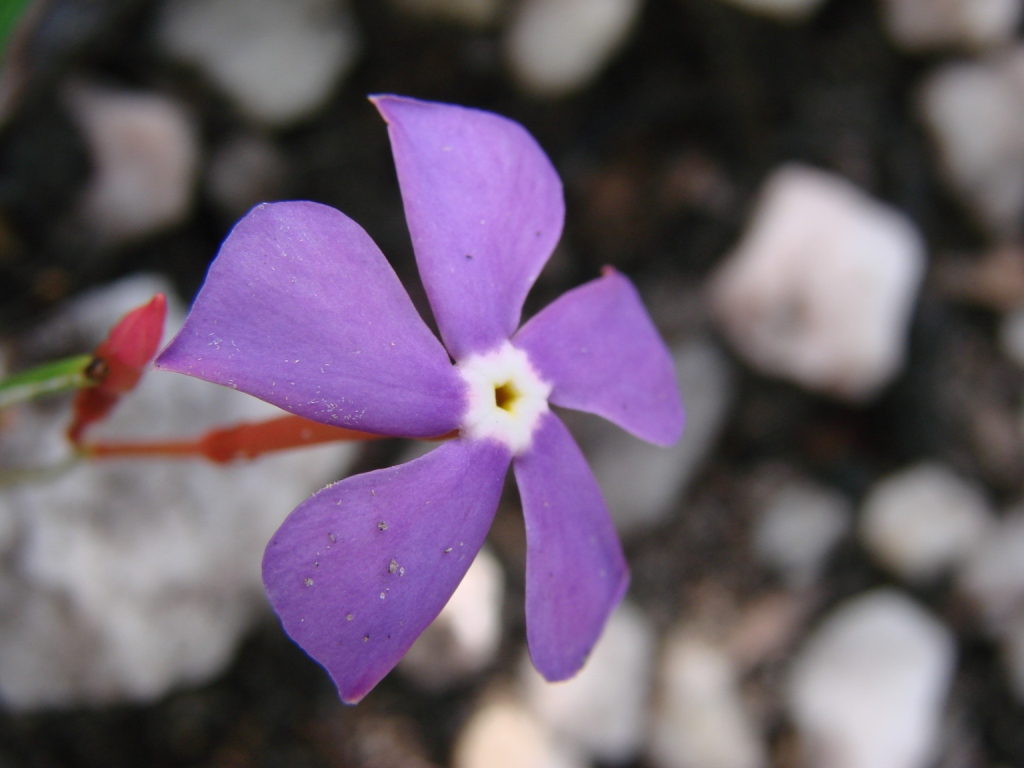
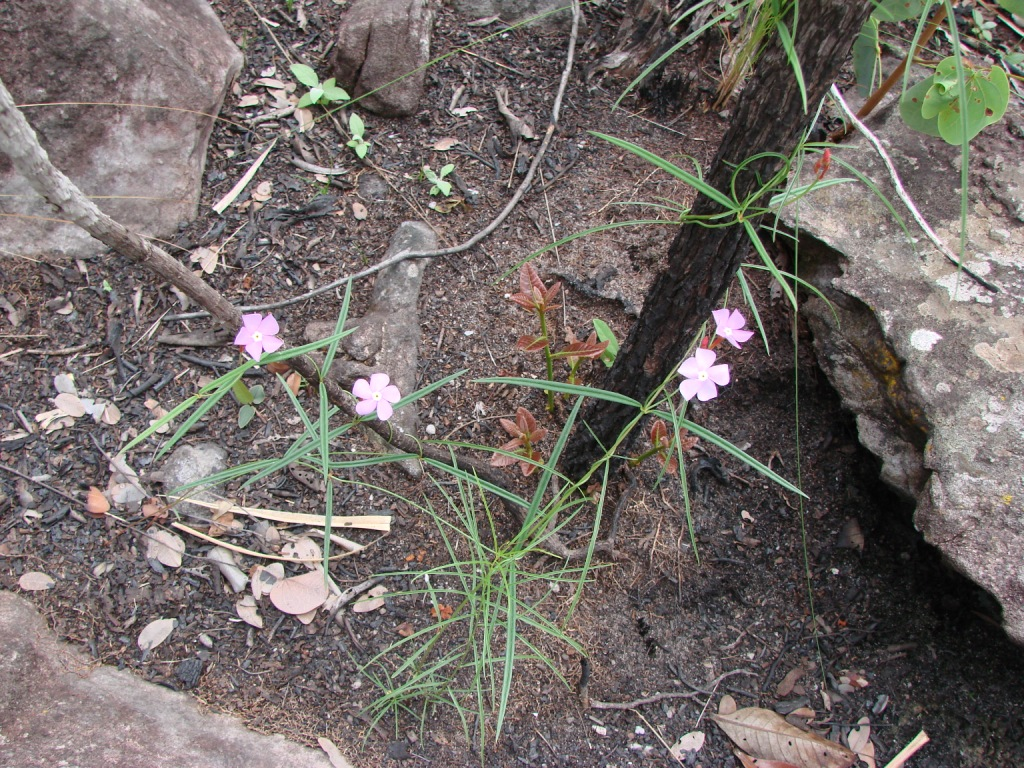
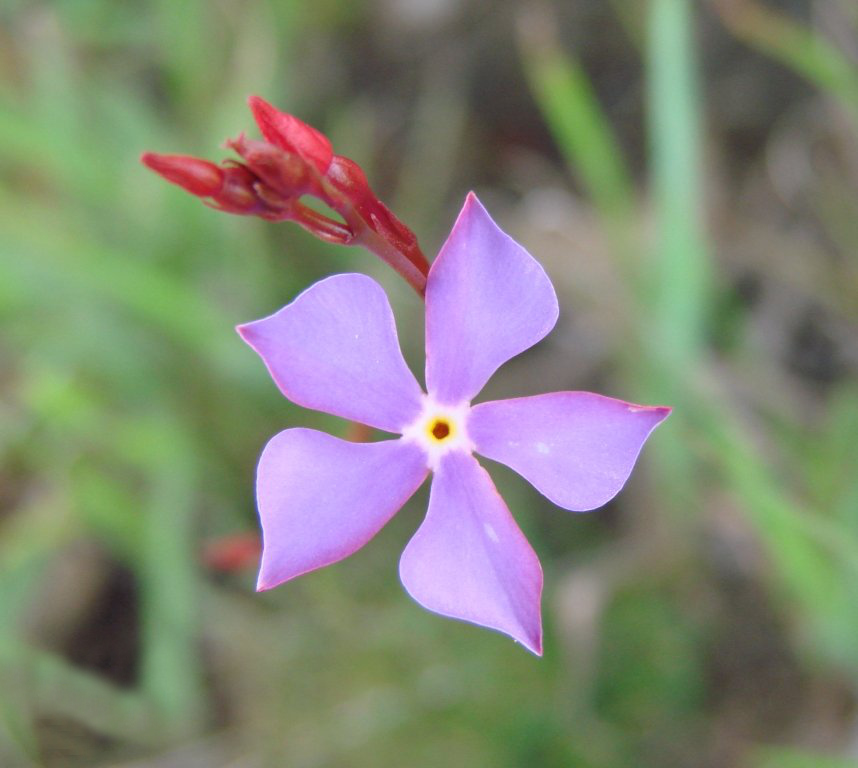